# 生物化学史
生物化学史，可以说从那些对生命的组成和变化感兴趣的古希腊人就已经萌芽，但是生物化学作为一个特定的科学学科要从19世纪初谈起。 有些人认为，生物化学诞生的标志应该是在1833年，安塞姆·佩恩发现了第一个酶，即淀粉酶。 而另一些人认为爱德华·比希纳第一次对一个复杂的生物化学进程（细胞提取物中的酒精发酵）的阐释，是生物化学的起点。 有些人可能也会指出1842年，尤斯图斯·冯·李比希关于新陈代谢的颇有影响力的化学理论， 甚至更早到18世纪安托万·拉瓦锡对发酵和呼吸的研究。
英语中的生物化学（biochemistry）一词本身就是由词根bio-（意为“生命”）和chemistry（化学）组合而成。这个词在英语中第一次出现是在1848年，而在1877年，Felix Hoppe-Seyler在Zeitschrift für Physiologische Chemie（生理化学期刊）第一卷的序言中把这个词的德语形式（Biochemie）作为“生理化学（Physiological Chemistry）”的同义词使用，并呼吁建立这个领域的专业研究机构。然而，也有文献表明是德国化学家Carl Neuberg在1903年为这个新学科造出了这个词，还有人将之归功于科学家Franz Hofmeister。
生物化学研究的对象是生物体体内的化学过程。这个学科的历史则是由对生物体复杂组分的发现与理解，以及对生化路径的阐明组成。主要可以分为以下几个部分：
在许许多多不同的生物分子之中，很大一部分是复杂的大分子（称为聚合物），是由许多相似的小亚基（称为单体）组合在一起构成的。每一类聚合物对应着一套不同的亚基，例如，蛋白质就是一类聚合物，它们的亚基则是二十种（或更多）氨基酸；糖类则是由单糖、双糖和多糖组成；脂肪由脂肪酸和甘油醇组成；核酸是由核苷酸单体组成。生物化学研究这些重要生物分子的化学性质，尤其是酶促反应的化学机理。关于细胞代谢和内分泌系统的生化机理也有很详尽的研究。生物化学的其他方面还包括遗传密码（DNA、RNA）、蛋白质合成、跨膜运输以及信号转导。

## 原始的生物化学

四种体液与四种元素的图示。人们曾经认为，不同性质的食物对应着不同的生理效果。比如，冷而干的食物将会导致黑胆汁的形成。

从某种意义上来说，生物化学的研究从古代就已经开始。例如在生物学第一次引起人们兴趣的时候——古中国从原始的炼金术和生物学，发展出了一套基于阴阳和五行的医学系统；古印度则发展出了一套类似于古希腊的四种体液的关于三种体液的概念（参见体液学说），他们也提出了身体由组织构成的概念；古希腊人的想法则与他们对物质和疾病的认识相关，即健康被认为是由人体内的四种元素和四种体液的平衡达到的。如同大多数早期科学的历史，伊斯兰世界对于这一方面也有显著的贡献，特别是伊本·西那在《医典》（The Canon of Medicine）中对于临床试验和临床药理学的引入。从化学方面来说，最初，炼金术的推动作用功不可没，此外还包括了冶金学、科学方法和早期的原子论。随着历史的发展，近代化学研究的重要里程碑包括了门捷列夫的元素周期表、道尔顿的原子模型、以及质量守恒定律。而质量守恒定律在三个之中最为重要，因为它在一定程度上将化学与热力学联系在了一起。

## 酶
早在18世纪末和19世纪初，胃液对肉的消化作用、以及唾液把淀粉分解为小分子糖的能力已经为人所知。然而，这些现象背后的机理在当时还尚未被确定。
在19世纪，路易斯·巴斯德在研究酵母通过发酵把糖类转化为酒精的过程中，总结出这种发酵作用是由酵母细胞内一种称为酵素（ferments）的生命力催化发生，并且认为这种发酵只能在活的生命体体内进行。他写道“酒精发酵与酵母细胞的生命与组织有关，而不是与细胞的死亡或腐败相关。”
Anselme Payen在1833年发现了第一种酶，即淀粉酶。在1878年，德国生理学家威廉·屈内创造了酶（enzyme，来自于希腊语ενζυμον，意为“发酵”）这个词来描述这种现象。之后，酶用于专指像胰蛋白酶这样的非生命物质。
在1897年，爱德华·比希纳开始研究酵母细胞的提取物对于糖类的发酵作用。在柏林大学进行了一系列实验之后，他发现即使混合物中不包含活的酵母细胞，糖依然会发酵。他把这种可以发酵蔗糖的酶命名为“Zymase（发酵酶）”。在1907年，他“因为其生物化学领域的研究以及对无细胞发酵的发现”被授予诺贝尔化学奖。在比希纳之后，酶一般就根据它催化的反应来命名。

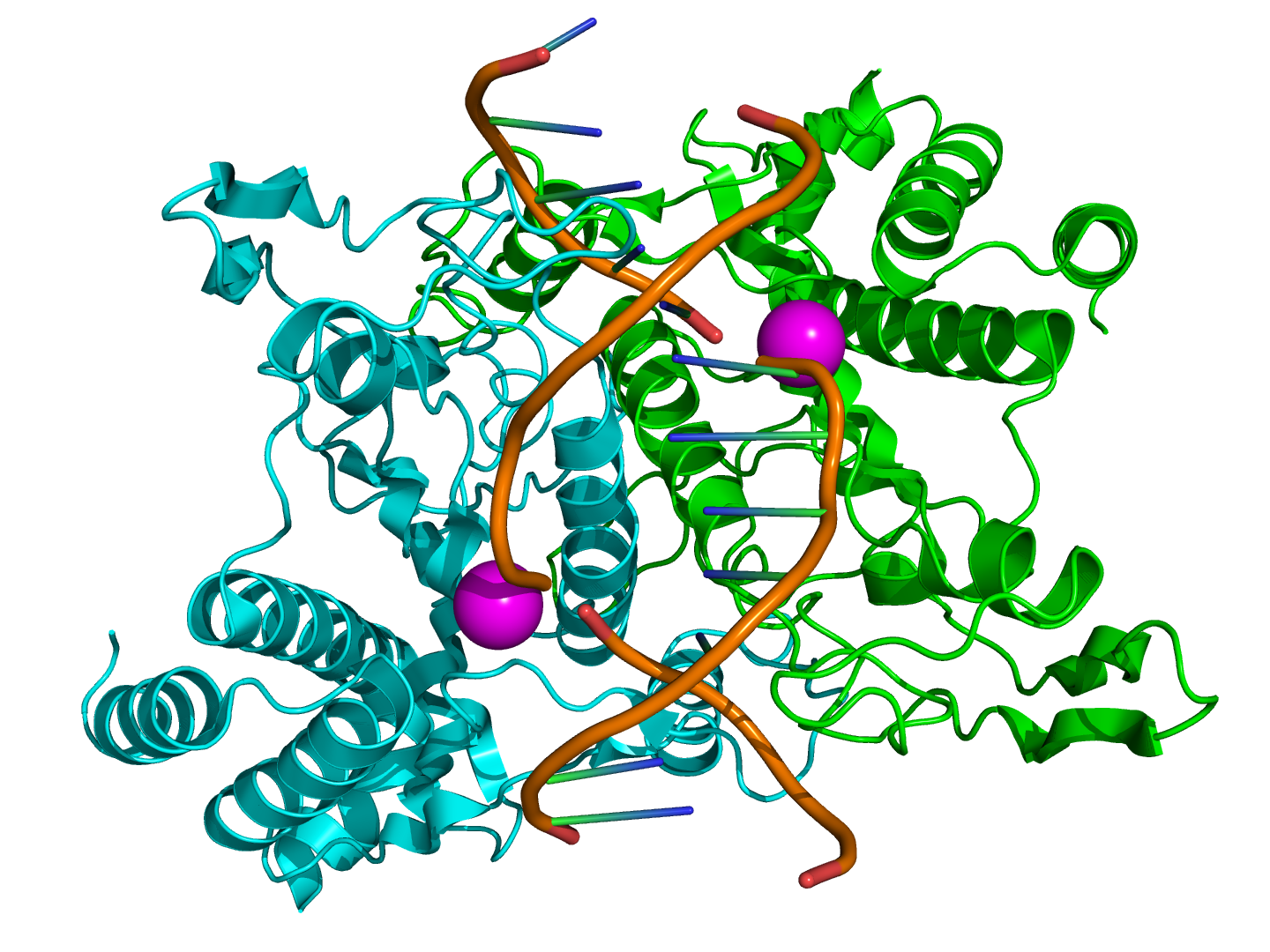
由计算机模拟的限制性内切酶EcoR1的三维模型。

发现了酶可以在生物体体外发挥作用之后，下一步就是要确定它们的化学本质。许多早期工作者都注意到了酶促反应与蛋白质的相关性，但是一些科学家（比如诺贝尔奖得主理查德·维尔施泰特）认为蛋白质只是酶的载体，而蛋白质自身事实上没有催化能力。然而，在1926年，詹姆斯·B·萨姆纳证明了脲酶是一种纯蛋白质并且制成了蛋白质晶体，1937年萨姆纳对过氧化氢酶也做了类似的实验。诺斯洛普和斯坦利在消化酶上的工作（1930）则彻底证明了纯蛋白质可以发挥酶的作用。这三位科学家因此获得了1946年的诺贝尔化学奖。
发现了蛋白质可以被结晶，意味着科学家终于可以通过X射线晶体学来解析它们的结构了。第一个被解析的是溶菌酶，这是一种在眼泪、唾液以及蛋清中发现的酶，可以溶解某些细菌的细胞壁。它的结构被大卫·奇尔顿·菲利浦斯带领的团队解出，并于1965年发表。溶菌酶的高分辨率结构标志着结构生物学领域，以及尝试从原子层面理解酶的工作机制之努力的开端。

## 新陈代谢

### 早期对于新陈代谢的兴趣

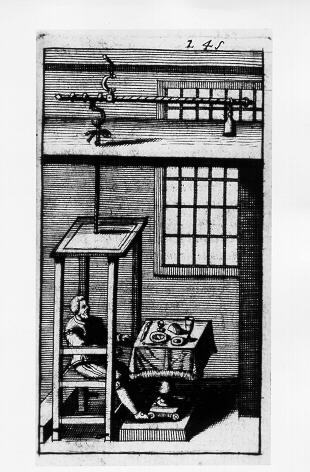
桑托里奥在他的秤中，摘自《Ars de statica medecina》，1614年首次出版。

英语中metabolism一词来自于希腊语Μεταβολισμός，意为“改变”或者“瓦解”。对代谢的科学研究已经有800多年的历史，最早可以追溯到13世纪（1213-1288）穆斯林学者伊本·纳菲斯（Ibn al-Nafis）提出的“身体和它的各个部分是处于一个分解和接受营养的连续状态，因此它们不可避免地一直发生着变化”。虽然纳菲斯是第一个在文献中表示出新陈代谢概念的医学家，第一个关于人体代谢的实验则是由意大利人桑托里奥·桑托里奥（Santorio Santorio）于1614年完成并发表在他的著作《医学统计方法》（Ars de statica medecina）中。在书中，他描述了他如何在进食、睡觉、工作、性生活、斋戒、饮酒以及排泄等各项活动前后对自己的体重进行秤量；他发现大多数他所摄入的食物最终都通过他所称的“无知觉排汗”被消耗掉了。

### 代谢研究：20世纪至今
在现代生物化学家中，汉斯·克雷布斯是最多产的研究者之一，他对代谢的研究做出了重大的贡献。克雷布斯曾是德国著名生理学家奥托·瓦尔堡的学生，并为他写作传记。克雷布斯发现了尿素循环，随后又与汉斯·科恩伯格（Hans Kornberg）合作发现了三羧酸循环和乙醛酸循环。这些重大发现让克雷布斯与发现了辅酶A的德国生物化学家弗里茨·阿尔贝特·李普曼一同获得了1953年的诺贝尔生理学或医学奖。

#### 葡萄糖吸收
在1960年，生物化学家Robert K. Crane发现了小肠中葡萄糖吸收采用的钠离子共转运机制。这是第一次发现被转运物质与离子流动偶联在一起的实例，被视为是生物学史上的一次革新。然而，如果没有之前对于葡萄糖分子结构与化学组成的了解，这项发现是不可能完成的。而这些基础工作很大程度上早在60多年前就被德国化学家，诺贝尔化学奖得主埃米尔·费歇尔完成。

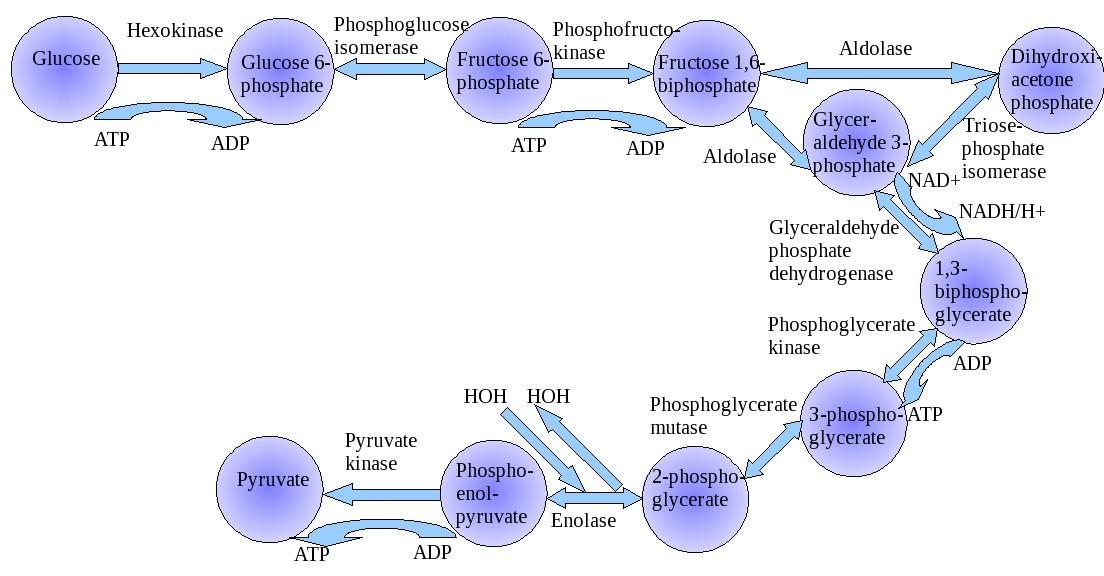
糖酵解途径的各步反应以及催化它们的酶

### 糖酵解
既然新陈代谢关注的是大分子的分解代谢和小分子重新组装为大分子的合成代谢，葡萄糖的利用以及它在三磷酸腺苷（ATP）合成过程中所扮演的角色是其中最为基础的部分。体内最常见的糖酵解类型是所谓的EMP途径，由古斯塔夫·恩伯登、奧托·邁爾霍夫和Jakob Karol Parnas共同发现。这三位科学家发现了糖酵解在人体能量代谢中的决定性地位，这个代谢通路的重要性体现在一旁的图示中，一旦其中某一个步骤出现问题，就有可能导致严重的代谢失调（如丙酮酸激酶缺陷，表现为重度贫血）。

## 仪器上的进步（20世纪）

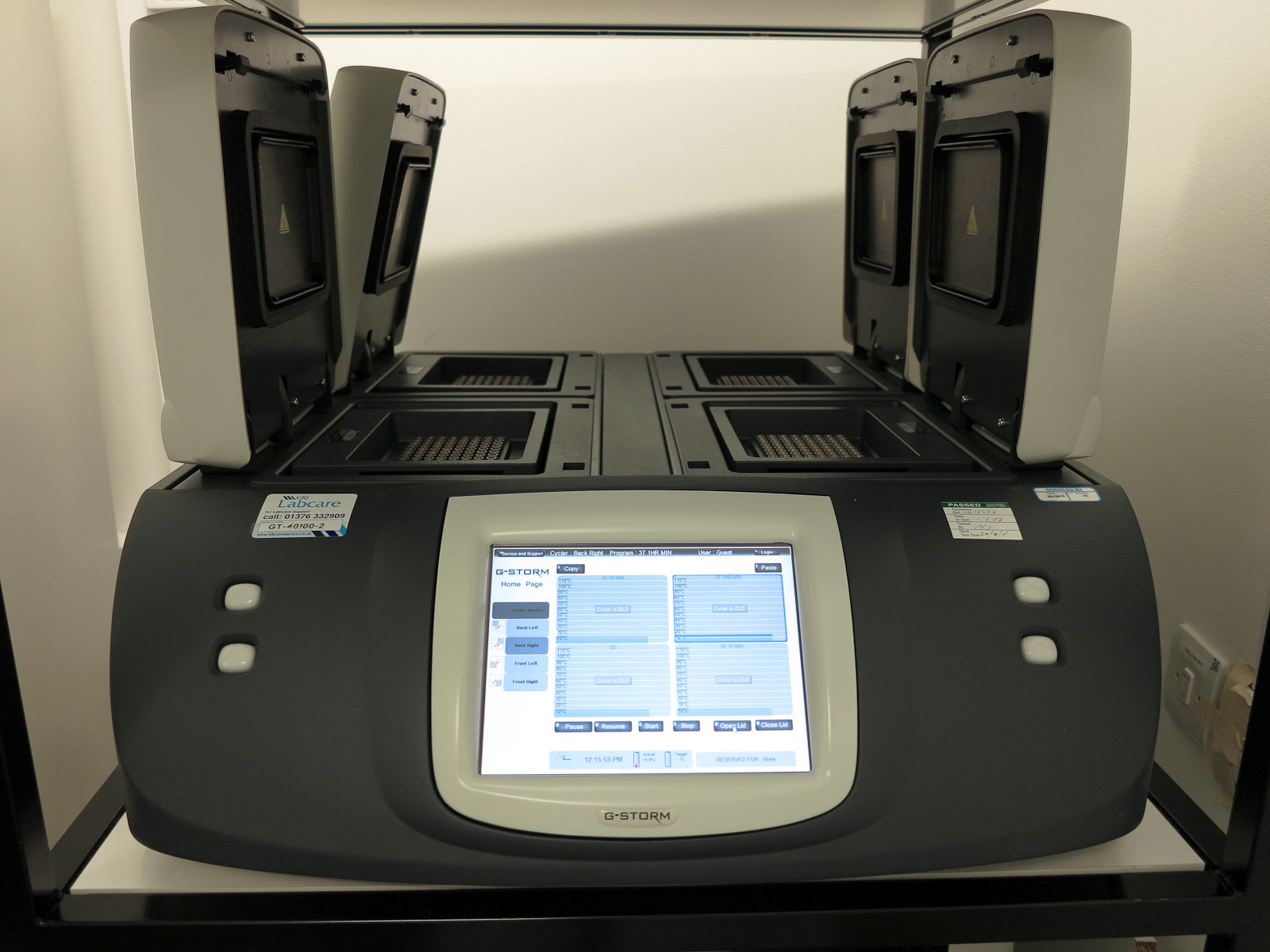
一台用于聚合酶链式反应的PCR仪的模型。

在20世纪中叶，随着新技术的发展，例如色谱、X射线衍射、核磁共振、放射性同位素标记、电子显微镜以及分子动力学模拟技术，生物化学取得了长足的发展。这些技术使得对细胞内的许多小分子以及代谢途径的发现和进一步研究（例如糖酵解和三羧酸循环）成为可能。

### 聚合酶链式反应
聚合酶链式反应（PCR）是一项在现代生物化学引起革命的基因扩增技术，由美国生物化学家凯利·穆利斯在1983年发明。这项技术可以把一份基因的单拷贝复制为几百甚至上百万份相同的基因片段，是任何想要与细菌和基因表达打交道的科学家的必备工具。PCR不仅可以用于基因表达的研究，也适用于帮助实验室检测特定的疾病，例如淋巴瘤、某些类型的白血病、以及其他一些容易让医生头疼的恶性疾病。如果没有这项技术，很多在这方面的研究将很难进行。聚合酶链式反应的理论十分重要，但是热循环仪（PCR仪）的发明也具有同样的地位，因为如果没有这种仪器，PCR的流程将十分麻烦。这又是技术发展与科学理论紧密联系的一个例子。

## 拓展阅读
- Fruton, Joseph S.  Proteins, Enzymes, Genes: The Interplay of Chemistry and Biology.  Yale University Press: New Haven, 1999.  ISBN 0-300-07608-8
- Kohler, Robert.  From Medical Chemistry to Biochemistry: The Making of a Biomedical Discipline. Cambridge University Press, 1982.